# Discografia de Hey Monday
A discografia de Hey Monday lista os registros lançados por essa banda de power pop e pop punk formada em 2003 em West Palm Beach, Flórida, EUA.

## Álbuns de Estúdio
| Ano  | Detalhes do Álbum                                                                                       | EUA | EUA Heat. | AUS |
| ---- | --- | --- | --------- | --- |
| 2008 | Hold on Tight - Lançamento: 7 de outubro de 2008 - Gravadora: Sony BMG - Formatos: CD, digital download | —   | 11        | 71  |

### Compilações
| Ano  | Detalhes do Álbum                                                                                            | EUA |
| ---- | --- | --- |
| 2008 | Welcome To The New Administration - Lançamento: 2008 - Gravadora: Decaydance - Formato: CD, download digital | —   |

## EPs
| Ano  | Detalhes do Álbum                                                              | Melhor posição | Melhor posição |
| Ano  | Detalhes do Álbum                                                              | EUA            | EUA Rock       |
| ---- | ------------------------------------------------------------------------------ | -------------- | -------------- |
| 2010 | Beneath It All - Lançamento: 17 de agosto de 2010 - Gravadora: Sony BMG        | 25             | 9              |
| 2011 | Candles - Lançamento: 8 de fevereiro de 2011 - Gravadora: Sony BMG             | —              | —              |
| 2011 | The Christmas EP - Lançamento: 6 de dezembro de 2011 - Gravadora: Independente | —              | —              |

## Singles
| Ano  | Canção                | Melhores Posições | Melhores Posições | Melhores Posições | Álbum          |
| Ano  | Canção                | EUA Pop           | Japão             | AUS               | Álbum          |
| ---- | --------------------- | ----------------- | ----------------- | ----------------- | -------------- |
| 2008 | "Homecoming"          | -                 | 27                | -                 | Hold on Tight  |
| 2009 | "How You Love Me Now" | 37                | -                 | 97                | Hold on Tight  |
| 2010 | "I Don't Wanna Dance" | -                 | -                 | -                 | Beneath It All |
| 2011 | "Candles"             | -                 | -                 | -                 | Hold on Tight  |